# Pozuelo de Zarzón
Pozuelo de Zarzón (extremeny Poçuelu e Çarçón) és un municipi de la província de Càceres, a la comunitat autònoma d'Extremadura (Espanya). Limita amb Villanueva de la Sierra i Santa Cruz de Paniagua al nord, Guijo de Galisteo i Montehermoso al sud, Guijo de Coria al sud-oest, Villa del Campo a l'oest i Aceituna a l'est.

## Demografia
| 1900 | 1910 | 1920 | 1930 | 1940 | 1950 | 1960 | 1970 | 1981 | 1991 |
| 1351 | 1369 | 1187 | 1124 | 1284 | 1290 | 1287 | 977  | 756  | 601  |
| 1996 | 1999 | 2001 | 2002 | 2003 | 2004 | 2005 | 2006 | 2007 |      |
| 660  | 640  | 609  | 601  | 599  | 599  | 580  | 564  | 572  |      |